# Patrick van Luijk
Patrick van Luijk (ur. 17 września 1984) – holenderski lekkoatleta specjalizujący się w biegach sprinterskich.
W biegu rozstawnym 4 x 100 metrów był ósmy na mistrzostwach Europy z 2006 oraz siódmy podczas igrzysk olimpijskich w Pekinie (2008). Bez większych sukcesów brał udział w 2009 w halowych mistrzostwach Europy i mistrzostwach świata. Odpadł w półfinale halowych mistrzostw Europy (2011). W 2012 zdobył w Helsinkach srebro mistrzostw Europy w biegu na 200 metrów oraz złoto w sztafecie 4 x 100 metrów. 
Medalista mistrzostw Holandii oraz reprezentant kraju w pucharze Europy i drużynowych mistrzostwach Europy. 
Rekordy życiowe: bieg na 100 metrów – 10,25 (21 czerwca 2008, Leiria); bieg na 200 metrów – 20,47 (9 czerwca 2012, Lejda).
Dwukrotny rekordzista Holandii w sztafecie 4 × 100 metrów (38,34 i 38,29 w 2012; ten drugi rezultat jest aktualnym rekordem kraju).